# Klasika San Sebastián
Klasika San Sebastián (uradno Donostia-Donostia Klasikoa — Clásica San Sebastián-San Sebastián) je enodnevna klasična kolesarska dirka, ki od leta 1981 poteka po severni Španiji okoli San Sebastiána. Velja za najpomembnejšo enodnevno dirko v Španiji, po prestižu in točkovanju za lestvico UCI World Ranking je le za klasičnimi spomeniki ter je ena od treh poletnih klasik. Znana je po razgibani trasi, ki favorizira agresivne kolesarje, dobre na vzponih. Vključuje tudi vzpon na Alto de Jaizkibel, kjer se pogosto odloča dirka.
Štart in cilj dirke sta bila vedno v mestu San Sebastián, vmesna trasa pa se je skozi zgodovino spreminjala, najpogosteje je bila dolga 230 km. Tradicionalno se zaključi na Boulevard de San Sebastián, glavni cesti v mestnem središču. Dirko organizira Organizaciones Ciclistas Euskadi, direktor dirke je José Luis Arrieta. Marino Lejarreta je postal prvi zmagovalec dirke leta 1981 in je s tremi zmagami tudi najuspešnejši v zgodovini dirke, njegov dosežek je leta 2023 izenačil Remco Evenepoel.

## Zmagovalci
| Leto | Zmagovalec                                          | Drugouvrščeni                                       | Tretjeuvrščeni                                      |
| ---- | --------------------------------------------------- | --------------------------------------------------- | --------------------------------------------------- |
| 1981 | Marino Lejarreta                                    | Graham Jones                                        | Faustino Rupérez                                    |
| 1982 | Marino Lejarreta                                    | Jesús Rodríguez Magro                               | Pedro Delgado                                       |
| 1983 | Claude Criquielion                                  | Antonio Coll                                        | Reimund Dietzen                                     |
| 1984 | Niki Rüttimann                                      | Reimund Dietzen                                     | Celestino Prieto                                    |
| 1985 | Adrie van der Poel                                  | Iñaki Gastón                                        | Juan Fernández Martín                               |
| 1986 | Iñaki Gastón                                        | Marino Lejarreta                                    | Juan Fernández Martín                               |
| 1987 | Marino Lejarreta                                    | Ángel Arroyo                                        | Federico Echave                                     |
| 1988 | Gert-Jan Theunisse                                  | Enrique Aja                                         | Steven Rooks                                        |
| 1989 | Gerhard Zadrobilek                                  | Francisco Antequera                                 | Tony Rominger                                       |
| 1990 | Miguel Indurain                                     | Laurent Jalabert                                    | Sean Kelly                                          |
| 1991 | Gianni Bugno                                        | Pedro Delgado                                       | Maurizio Fondriest                                  |
| 1992 | Raúl Alcalá                                         | Claudio Chiappucci                                  | Eddy Bouwmans                                       |
| 1993 | Claudio Chiappucci                                  | Gianni Faresin                                      | Alberto Volpi                                       |
| 1994 | Armand de Las Cuevas                                | Lance Armstrong                                     | Stefano Della Santa                                 |
| 1995 | Lance Armstrong                                     | Stefano Della Santa                                 | Johan Museeuw                                       |
| 1996 | Udo Bölts                                           | Stefano Cattai                                      | Massimo Podenzana                                   |
| 1997 | Davide Rebellin                                     | Aleksander Gončenkov                                | Stefano Colagè                                      |
| 1998 | Francesco Casagrande                                | Axel Merckx                                         | Leonardo Piepoli                                    |
| 1999 | Francesco Casagrande                                | Rik Verbrugghe                                      | Giuliano Figueras                                   |
| 2000 | Erik Dekker                                         | Andrej Čmil                                         | Romāns Vainšteins                                   |
| 2001 | Laurent Jalabert                                    | Francesco Casagrande                                | Davide Rebellin                                     |
| 2002 | Laurent Jalabert                                    | Igor Astarloa                                       | Gabriele Missaglia                                  |
| 2003 | Paolo Bettini                                       | Ivan Basso                                          | Danilo Di Luca                                      |
| 2004 | Miguel Á. Martín Perdiguero                         | Paolo Bettini                                       | Davide Rebellin                                     |
| 2005 | Constantino Zaballa                                 | Joaquim Rodríguez                                   | Eddy Mazzoleni                                      |
| 2006 | Xavier Florencio                                    | Stefano Garzelli                                    | Andrej Kašečkin                                     |
| 2007 | Leonardo Bertagnolli                                | Juan Manuel Gárate                                  | Alejandro Valverde                                  |
| 2008 | Alejandro Valverde                                  | Aleksander Kolobnjev                                | Davide Rebellin                                     |
| 2009 | Carlos Barredo                                      | Roman Kreuziger                                     | Mickaël Delage                                      |
| 2010 | Luis León Sánchez                                   | Aleksander Vinokurov                                | Carlos Sastre                                       |
| 2011 | Philippe Gilbert                                    | Carlos Barredo                                      | Greg Van Avermaet                                   |
| 2012 | Luis León Sánchez                                   | Simon Gerrans                                       | Gianni Meersman                                     |
| 2013 | Tony Gallopin                                       | Alejandro Valverde                                  | Roman Kreuziger                                     |
| 2014 | Alejandro Valverde                                  | Bauke Mollema                                       | Joaquim Rodríguez                                   |
| 2015 | Adam Yates                                          | Philippe Gilbert                                    | Alejandro Valverde                                  |
| 2016 | Bauke Mollema                                       | Tony Gallopin                                       | Alejandro Valverde                                  |
| 2017 | Michał Kwiatkowski                                  | Tony Gallopin                                       | Bauke Mollema                                       |
| 2018 | Julian Alaphilippe                                  | Bauke Mollema                                       | Anthony Roux                                        |
| 2019 | Remco Evenepoel                                     | Greg Van Avermaet                                   | Marc Hirschi                                        |
| 2020 | odpoved zaradi Pandemije koronavirusne bolezni 2019 | odpoved zaradi Pandemije koronavirusne bolezni 2019 | odpoved zaradi Pandemije koronavirusne bolezni 2019 |
| 2021 | Neilson Powless                                     | Matej Mohorič                                       | Mikkel Frølich Honoré                               |
| 2022 | Remco Evenepoel                                     | Pavel Sivakov                                       | Tiesj Benoot                                        |
| 2023 | Remco Evenepoel                                     | Pello Bilbao                                        | Aleksander Vlasov                                   |
| 2024 | Marc Hirschi                                        | Julian Alaphilippe                                  | Lennert Van Eetvelt                                 |
| 2025 | Giulio Ciccone                                      | Jan Christen                                        | Maxim Van Gils                                      |